# Limes-Wanderweg (Schwäbischer Albverein)
Der Limes-Wanderweg ist der Hauptwanderweg 6 (HW 6) des Schwäbischen Albvereins. Er folgt dem Verlauf des Obergermanisch-Rätischen Limes innerhalb von Baden-Württemberg. Der Weg beginnt in Osterburken und endet in Wilburgstetten an der Wörnitz. Die Gesamtlänge beträgt 187 Kilometer.

## Wegverlauf
Der Limes-Wanderweg beginnt in Osterburken. Von dort gelangt man auf die Hohenloher Ebene und überquert bei Jagsthausen die Jagst, bei Sindringen den Kocher.
Über Öhringen gelangt man zum Schwäbisch-Fränkischen Wald. Der Wanderweg durchquert Mainhardt und Murrhardt. Über Welzheim gelangt man schließlich nach Lorch im Remstal.
Hier grenzten die römischen Provinzen Obergermanien und Raetien aneinander. Der Obergermanische Limes geht in den Raetischen Limes über, und der Limes-Wanderweg knickt rechtwinklig nach Ostnordosten ab. Man durchwandert Schwäbisch Gmünd und überquert bei Hüttlingen ein zweites Mal den Kocher, bei Rainau ein zweites Mal die Jagst.
Schließlich erreicht der Wanderer in Wilburgstetten die Grenze des heutigen Bundeslandes Baden-Württemberg und das Ende des Hauptwanderwegs 6.

## Verbindung zu anderen Limeswegen
Der Weg gehört zu einer ganzen Reihe von Limeswanderwegen, die als Deutscher Limes-Wanderweg den Obergermanisch-Rätischen Limes in voller Länge dem Wanderer erschließen.
Die nördliche Fortsetzung ist der 44,3 km lange Östliche Limesweg, der nach Miltenberg führt. Im Limesweg des Fränkischen Albvereins (Weg 46) findet der Weg von Wilburgstetten aus eine rund 39 Kilometer lange Fortsetzung bis Gunzenhausen. Weiter östlich deckt der Limeswanderweg im Naturpark Altmühltal die restliche Limes-Strecke bis zur Donau ab.

## Markierung
Durchgängige Markierung ist ein stilisierter römischer Wachtturm in schwarzer Farbe mit einem roten Balken zuunterst. Gelegentlich trifft man auch auf vereinfachte Markierungen nach dem Schema der Hauptwanderwege des Schwäbischen Albvereins: ein roter Querbalken auf weißem Hintergrund. Meist, aber nicht immer, findet sich der Text „HW 6“ in schwarzer Farbe unter- oder oberhalb des Balkens.

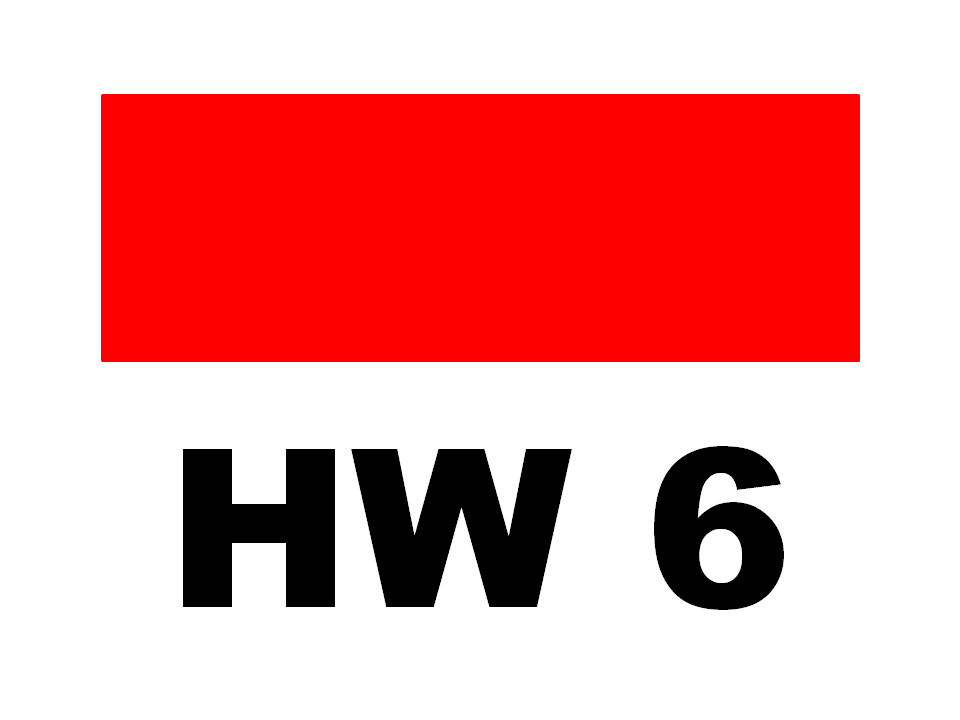
Alternatives Wegzeichen des HW 6
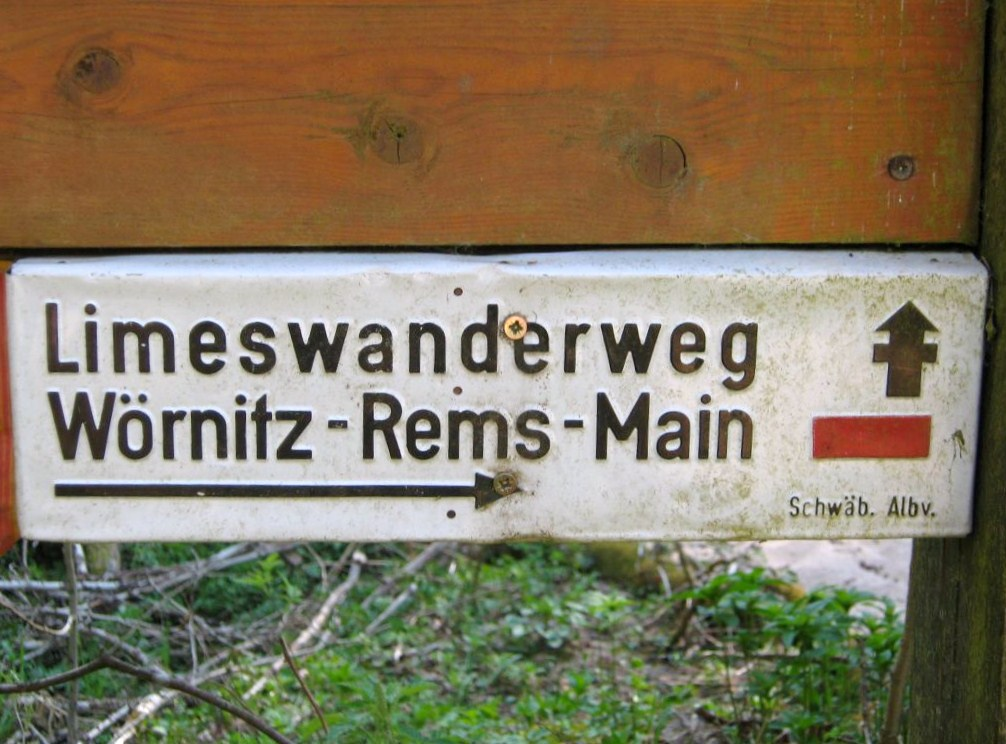
Wegetafel des Limes-Wanderwegs

## Sehenswürdigkeiten am Wege
Wichtigste Sehenswürdigkeit ist natürlich der Limes selber. Mit seinen Spuren im Gelände, rekonstruierten Wachttürmen, Palisaden, Gräben und Mauerresten stellt er ein beeindruckendes Zeugnis der Vergangenheit dar. Die UNESCO hat den Obergermanisch-Raetischen Limes 2005 als Weltkulturerbe eingestuft.
Fast alle größeren Ortschaften, durch die der Wanderweg zieht, sind aus römischen Kastellen entstanden. Reste davon findet man in Miltenberg, Walldürn, Osterburken, Jagsthausen, Öhringen (sogar zwei Kastelle: Bürg und Rendel), Mainhardt, Murrhardt, Welzheim (ebenfalls zwei Kastelle), Lorch und Rainau, daneben noch in einigen kleineren Ortschaften.
Nicht weit entfernt befindet sich das Limesmuseum Aalen.